# Simon Vinciguerra
Pour les articles homonymes, voir Vinciguerra.
Simon Vinciguerra, de son vrai nom Simon-Jean Vinciguerra est né le 12 novembre 1903 à Pietra-di-Verde et mort le 18 novembre 1971 à Bastia, est un enseignant, résistant, militant communiste, homme politique, écrivain et poète français.

## Biographie

### Naissance et études
Simon Vinciguerra naît le 12 novembre 1903 à Pietra di Verde. Il est le fils de Pierre-Paul Vinciguerra, exploitant agricole, et de Marie-Clotilde Straboni. Après une scolarité dans son village natal, il poursuit ses études au lycée de Bastia où il obtient son baccalauréat en 1923.
Il poursuit ses études supérieures à la faculté des lettres d’Aix-en-Provence et suit les cours de préparation de l’agrégation mais ne passa pas les épreuves. En 1932 il obtient un diplôme d'études supérieures en présentant un mémoire intitulé La Corse romaine. En 1934 il est nommé professeur délégué au lycée de Bastia, qui est aujourd'hui un collège qui porte son nom.

### Seconde guerre mondiale
Il s’engage dans la Résistance en 1941 et adhère au Parti communiste. Il est l'un des chefs de la résistance dans le nord de la Corse.
Il écrit le chant des Maquisards Corses et des tracts en italien à destination des occupants. Le 9 septembre 1943, jour où est déclenchée la Libération de la Corse,  il s'empare de la sous-préfecture de Bastia.

### Mort
Simon Vinciguerra meurt le 18 novembre 1971 à Bastia.

## Publications
Il est auteur de poésies et de comédies d'expression corse. Il adopte comme écrivain dialectal le pseudonyme de Ghiuvanni di A Grotta (Jean de la Grotte), qui est une référence à l'historien et chroniqueur corse, Ghjuvanni della Grossa. 
Il est l'auteur de plusieurs publications scientifiques dans le domaine de l'histoire et de l'archéologie dans la revue Etudes Corses,.
et publie dans l'Almanaccu di A Muvra, de 1924 à 1936, de nombreux poèmes. Il écrit également des pièces de théâtre où il met en scène des personnages et des sujets familiers des années trente. Ces petites comédies ne comportent souvent qu'un seul acte et sont agrémentées de musique car Simon Vinciguerra composait également. On lui doit ainsi Le Chant des Maquisards corses.
Il sera un des premiers défenseurs de la langue corse, estimant qu'elle doit être enseignée et diffusée.

## Distinctions
- Officier dans l'Ordre des Palmes académiques[10].
- Croix de guerre[10].
- Médaille de la Résistance[10].

## Hommage
Le collège Simon Vinciguerra est nommé en son honneur.